# Chūyō
Le Chūyō (冲 鷹) était un porte-avions d'escorte japonais de classe Taiyō utilisé par la Marine impériale japonaise pendant la Seconde Guerre mondiale. Ancien navire à passagers baptisé Nitta Maru, il est l'un des trois navires (avec le Un'yō et le Taiyō) à être converti en porte-avions d'escorte.

## Construction et rénovation

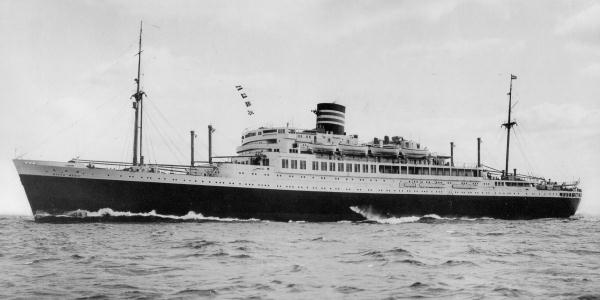
Le Nitta Maru avant sa reconversion.

Le Nitta Maru (新 田 丸) était un navire à passagers de la compagnie maritime Nippon Yusen. Sa quille fut posée en mai 1938 au chantier naval Mitsubishi à Nagasaki, il est lancé en mai 1939 et mis en service le 23 mars 1940 où il sert de transport de matériel militaire et de personnel. Le navire pouvait héberger 285 passagers (127 de première classe, 88 de seconde et 70 de troisième). Il mena également un transport de prisonniers de guerre américains de Wake au Japon, où cinq américains auraient été décapités sous ordre du commandant Toshio Sato.
Le navire jaugeait 17 830 tonneaux, il avait une longueur de 170 mètres, un faisceau de 22,5 mètres et un tirant d'eau de 7,7 mètres. Le navire était alimenté par deux séries de turbines à vapeur à engrenages fabriquées par le constructeur naval, chacune entraînant un arbre d'hélice, utilisant de la vapeur produite par quatre chaudières à tubes d'eau. Les turbines avaient une puissance de 25 200 chevaux (18 800 kW) le propulsant à une vitesse moyenne de 19 nœuds (35 km/h) et une vitesse maximale de 22,2 nœuds (41,1 km/h).
Le navire est réquisitionné pour être utilisé comme transport militaire en février 1941.
Après la bataille de Midway, il a été décidé de reconstruire des porte-avions d'escorte. La conversion est effectuée au chantier naval de Kure, vers la mi-1942. Il est renommé Chūyō le 31 août 1942 et est réquisitionné par la Marine japonaise le 25 novembre 1942.
Le navire était équipé d'un pont d'envol de 150 m × 23 m avec deux ascenseurs et un hangar d'une longueur d'environ 91,4 mètres. Les avions conventionnels pouvaient décoller, mais ne pouvaient pas atterrir en raison de la piste trop courte et de l'absence de mécanismes d'atterrissage.

## Historique
Le Chūyō était principalement utilisé pour des formations de vol et de transport aérien. Il opérait souvent avec ses navires jumeaux Taiyō et Unyō.
Le 30 novembre, le transporteur quitte les îles Truk en compagnie du transporteur léger Zuihō et Un'yō. Ils étaient escortés par le croiseur lourd Maya et quatre destroyers. Le 3 décembre, le Chūyō et le Un'yō recueillent 21 et 20 prisonniers du sous-marin américain USS Sculpin, coulé près des îles Truk. Dans la nuit du 4 décembre, le Chūyō est touché par une torpille tirée de l'USS Sailfish. Près de six heures plus tard, il est de nouveau torpillé par le Sailfish à 5 h 55, à deux reprises dans la salle des machines. Le sous-marin lui assène le coup de grâce à 8 h 42, avec deux torpilles tirées. Le Chūyō chavire et coule en six minutes à la position 31° 55′ N, 143° 30′ E, emportant 737 passagers et 513 membres d'équipage. Seuls 161 hommes d'équipage et passagers ont été sauvés, y compris un prisonnier de guerre américain. Le navire est rayé des listes le 5 février 1944.

## Commandement
| Kpt. Shizue Ishii                   | 20 août 1942 - 25 novembre 1942      |
| Kpt. Shizue Ishii (石井 芸江)       | 25 novembre 1942 - 1er février 1943  |
| Kpt. Yoshirō Katō (加藤 与四郎)     | 1er février 1943 - 27 septembre 1943 |
| Kpt. Tomesaburō Ōkura (大倉 留三郎) | 27 septembre 1943 - 4 décembre 1943  |